# 不死身 (映画)
『不死身』（原題:He Never Died）は2015年に公開されたアメリカ合衆国・カナダ合作のホラー映画である。監督はジェイソン・クラウチェック、主演はヘンリー・ロリンズが務めた。本作は日本国内で劇場公開されなかったが、Netflixによる配信が行われている。

## ストーリー
ジャックは人間の肉を食べたいという欲求を抑えるために規則だった生活を送っていた。ジャックは一日のほとんどを自室で過ごし、近所のレストランでの食事、教会での礼拝、ビンゴゲーム大会への参加、通院―ジャックは研修医のジェレミーから輸血用の血液を購入し、それを飲むことで人肉への欲求を抑え込んでいた―以外で外出することはなかった。そんなある日、ジャックが帰宅するとマフィアの構成員2人（スティーヴとショート）が訪ねてきた。2人から「ジェレミーの居場所を教えろ」と詰め寄られたが、ジャックは冷たくあしらった。
ほどなくして、元カノのジリアンがジャックに電話をかけてきた。2人の娘、アンドレアがどこにいるのか分からないのだという。ジャックは渋々アンドレアを探すことにしたが、ジリアンには「もう2度と連絡してくるな」と強く言った。その後、ジャックはアンドレアを発見し、彼女をいつも通っているレストランに連れて行った。2人が話をしていると、ジャックは長い髭を生やした男の幻覚を見た。その幻覚を見るのはいつものことだったが、アンドレアにもその男の姿が見えていると知り、ジャックは驚くのだった。
ジャックはスティーヴとショートが企てていたジェレミー誘拐計画を妨害したため、2人から恨みを買った。2人はジャックを殺そうとしたが、ジャックは素手でショートの喉を切り裂き、その肉を貪り食った。ジャックはアンドレアを食べてしまうのではないかと恐れ、彼女を自宅に帰した。欲求は収まることがなく、ジャックは常日頃から鬱陶しく思っていた隣人を殺し、本能の赴くまま肉を食べた。ジャックは夜の街へと繰り出し、次々と人を殺しその肉を食っていった。そんな折、ジャックの元に電話が入った。電話の主は「ジリアンを殺害した。アンドレアは生きてはいるが、お前の出方次第ではあの世に行くことになる」とジャックを脅しつけてきた。ジャックは地元のマフィアを率いるアレックスを問い詰めたが、誘拐には関与していないと言うばかりであった。
ジャックはアンドレアを救出すべく行動し続け、その過程で自分に備わった超人的な能力の由来を知ることになった。

## キャスト
- ヘンリー・ロリンズ - ジャック
- ブーブー・スチュワート - ジェレミー
- スティーヴン・オッグ - アレックス
- ジョーダン・トドシー - アンドレア・ハンツマン
- ケイト・グリーンハウス - カーラ
- ジェームズ・ケイド - ショート
- マイケル・クラム - ティム
- デヴィッド・リッチモンド＝ペック - スティーヴ
- エリアス・エドラキ - ベン
- ウォルター・アルザ - デリック
- ドン・フランクス - 髭を生やした男
- アロン・テイガー - アナウンサー

## 製作
2013年11月5日、ヘンリー・ロリンズとスティーヴン・オッグが本作に出演することになったと報じられた。本作の主要撮影は同月から翌12月にかけてカナダのトロントで行われた。

## 公開・マーケティング
2013年11月20日、本作の劇中写真が初めて公開された。2015年3月17日、本作はサウス・バイ・サウスウェストでプレミア上映された。5月15日、ヴァーティカル・エンターテインメントが本作の全米配給権を獲得したと報じられた。10月15日、本作のオフィシャル・トレイラーが公開された。

## 評価
本作は批評家から高く評価されている。映画批評集積サイトのRotten Tomatoesには15件のレビューがあり、批評家支持率は87%、平均点は10点満点で6.87点となっている。また、Metacriticには6件のレビューがあり、加重平均値は72/100となっている。

## ミニシリーズ・続編
2014年10月20日、本作のミニシリーズが製作されることになり、ロリンズも続投するとの報道があった。しかし、2020年8月現在、ミニシリーズに関する続報はない。
2018年4月13日、本作の続編『She Never Died』の製作が決定し、オーブリー・カミングスが監督に起用されたと報じられた。『She Never Died』は2020年4月17日にアメリカでデジタル配信された。